# Esqui cross-country nos Jogos Olímpicos de Inverno de 2022 - Velocidade por equipes masculino
A competição de velocidade por equipes masculinas do esqui cross-country nos Jogos Olímpicos de Inverno de 2022 foi disputada em 16 de fevereiro no Centro Nórdico Kuyangshu e Centro de Biatlo, em Zhangjiakou.

## Medalhistas
| Ouro   | NOR Erik Valnes / Johannes Høsflot Klæbo      |
| Prata  | FIN Iivo Niskanen / Joni Mäki                 |
| Bronze | ROC Alexander Bolshunov / Alexander Terentyev |

## Resultados

### Semifinais
Avançam para a final as duas primeiras de cada bateria, mais as seis melhores por tempo. O revezamento se deu em quatro pernas, sendo que cada atleta percorreu o trajeto duas vezes.
| Pos. | Bateria | Bib | País                | Atletas                                  | Tempo    | Diferença |
| ---- | ------- | --- | ------------------- | ---------------------------------------- | -------- | --------- |
| 1    | 1       | 1   | NOR Noruega         | Erik Valnes Johannes Høsflot Klæbo       | 20:17.28 | Q         |
| 2    | 1       | 3   | FRA França          | Hugo Lapalus Richard Jouve               | 20:17.36 | Q         |
| 3    | 1       | 2   | FIN Finlândia       | Iivo Niskanen Joni Mäki                  | 20:17.81 | Q         |
| 4    | 1       | 7   | CAN Canadá          | Antoine Cyr Graham Ritchie               | 20:18.71 | Q         |
| 5    | 1       | 11  | EST Estônia         | Henri Roos Martin Himma                  | 20:24.29 |           |
| 6    | 1       | 9   | BLR Bielorrússia    | Aliaksandr Voranau Yahor Shpuntau        | 20:34.07 |           |
| 7    | 1       | 5   | CZE República Checa | Luděk Šeller Michal Novák                | 20:36.70 |           |
| 8    | 1       | 8   | SLO Eslovênia       | Vili Črv Miha Šimenc                     | 20:43.03 |           |
| 9    | 1       | 6   | ROU Romênia         | Paul Pepene Raul Popa                    | 21:03.35 |           |
| 10   | 1       | 4   | GBR Grã-Bretanha    | James Clugnet Andrew Young               | 21:15.27 |           |
| 11   | 1       | 12  | AUS Austrália       | Phillip Bellingham Seve de Campo         | 21:17.35 |           |
| 12   | 1       | 13  | LTU Lituânia        | Modestas Vaičiulis Tautvydas Strolia     | 22:17.79 |           |
| 13   | 1       | 10  | KOR Coreia do Sul   | Kim Min-woo Jeong Jong-won               | 22:56.16 |           |
| 1    | 2       | 15  | ITA Itália          | Francesco De Fabiani Federico Pellegrino | 20:06.99 | Q         |
| 2    | 2       | 16  | SWE Suécia          | William Poromaa Oskar Svensson           | 20:07.57 | Q         |
| 3    | 2       | 17  | SUI Suíça           | Jonas Baumann Jovian Hediger             | 20:07.67 | Q         |
| 4    | 2       | 21  | AUT Áustria         | Michael Föttinger Benjamin Moser         | 20:07.78 | Q         |
| 5    | 2       | 14  | ROC                 | Alexander Bolshunov Alexander Terentyev  | 20:07.85 | LL        |
| 6    | 2       | 19  | USA Estados Unidos  | Ben Ogden JC Schoonmaker                 | 20:11.42 | LL        |
| 7    | 2       | 20  | CHN China           | Wang Qiang Shang Jincai                  | 20:12.40 |           |
| 8    | 2       | 23  | POL Polônia         | Maciej Staręga Kamil Bury                | 20:19.87 |           |
| 9    | 2       | 24  | UKR Ucrânia         | Oleksii Krasovskyi Ruslan Perekhoda      | 20:48.40 |           |
| 10   | 2       | 25  | ISL Islândia        | Snorri Einarsson Isak Stianson Pedersen  | 21:05.66 |           |
| 11   | 2       | 22  | LAT Letônia         | Raimo Vīgants Roberts Slotiņš            | 21:06.82 |           |
| 12   | 2       | 18  | GER Alemanha        | Albert Kuchler Janosch Brugger           | 21:20.39 |           |

### Final
Assim como nas semifinais, o revezamento foi dividido em quatro segmentos, com cada atleta percorrendo o trajeto duas vezes.
| Pos. | Bib | País               | Atletas                                  | Tempo    | Diferença |
| ---- | --- | ------------------ | ---------------------------------------- | -------- | --------- |
| 01 ! | 1   | NOR Noruega        | Erik Valnes Johannes Høsflot Klæbo       | 19:22.99 | —         |
| 02 ! | 2   | FIN Finlândia      | Iivo Niskanen Joni Mäki                  | 19:25.45 | +2.46     |
| 03 ! | 14  | ROC                | Alexander Bolshunov Alexander Terentyev  | 19:27.28 | +4.29     |
| 4    | 16  | SWE Suécia         | William Poromaa Oskar Svensson           | 19:38.05 | +15.06    |
| 5    | 7   | CAN Canadá         | Antoine Cyr Graham Ritchie               | 19:45.30 | +22.31    |
| 6    | 15  | ITA Itália         | Francesco De Fabiani Federico Pellegrino | 19:48.42 | +25.43    |
| 7    | 3   | FRA França         | Hugo Lapalus Richard Jouve               | 19:58.37 | +35.38    |
| 8    | 17  | SUI Suíça          | Jonas Baumann Jovian Hediger             | 20:04.35 | +41.36    |
| 9    | 19  | USA Estados Unidos | Ben Ogden JC Schoonmaker                 | 20:28.07 | +1:05.08  |
| 10   | 21  | AUT Áustria        | Michael Föttinger Benjamin Moser         | 21:15.00 | +1:52.01  |

Legenda
| Recorde mundial      | Recorde mundial (World record)               |                       | Recorde africano                      | Recorde africano (African) |                                           | Q | Classificado por posição (Qualified) |
| Recorde olímpico     | Recorde olímpico (Olympic record)            | Recorde da América    | Recorde da América (Americas)         | q                          | Classificado por melhor tempo (Qualified) |   |                                      |
| Melhor marca do ano  | Melhor marca do ano (World leading)          | Recorde asiático      | Recorde asiático (Asian)              | DNS                        | Não largou (Did not start)                |   |                                      |
| Recorde nacional     | Recorde nacional (National record)           | Recorde europeu       | Recorde europeu (European)            | DNF                        | Não terminou (Did not finish)             |   |                                      |
| Recorde pessoal      | Recorde pessoal do atleta (Personal best)    | Recorde da Oceania    | Recorde da Oceania (Oceania)          | DSQ / DQ                   | Desclassificado (Disqualified)            |   |                                      |
| Recorde da temporada | Recorde da temporada do atleta (Season best) | Recorde sul-americano | Recorde sul-americano (South America) | NM                         | Sem marca (No mark)                       |   |                                      |

### Esqui cross-country
| Penalizado com cartão amarelo | Penalizado com o cartão amarelo (Yellow card)                                           |  |  |  |
| LL                            | Classificado por tempo (Lucky loser)                                                    |  |  |  |
| PF                            | Vencedor definido por photo finish (Photo finish)                                       |  |  |  |
| LAP                           | Ultrapassado pelo líder (Lapped)                                                        |  |  |  |
| DQB                           | Desclassificado por conduta antidesportiva (Disqualified for unsportsmanlike behaviour) |  |  |  |
| RAL                           | Ranqueado como último (Ranked as last)                                                  |  |  |  |